# Línia cel·lular immortalitzada
Una línia cel·lular immortalitzada, o línia cel·lular, és una població de cèl·lules provinents d'un organisme pluricel·lular que degut a una mutació casual o induïda, han evadit els mecanismes naturals de senescència cel·lular i es poden mantenir en cultiu en divisió de manera pràcticament indefinida. En canvi, les cèl·lules normals extretes d'un organisme pluricel·lular, si s'intenta mantenir-les en cultiu, proliferen un nombre finit i reduït de vegades (és el que s'anomena cultiu primari o cultiu secundari si s'han pogut subcultivar les cèl·lules del cultiu primari alguns passatges).

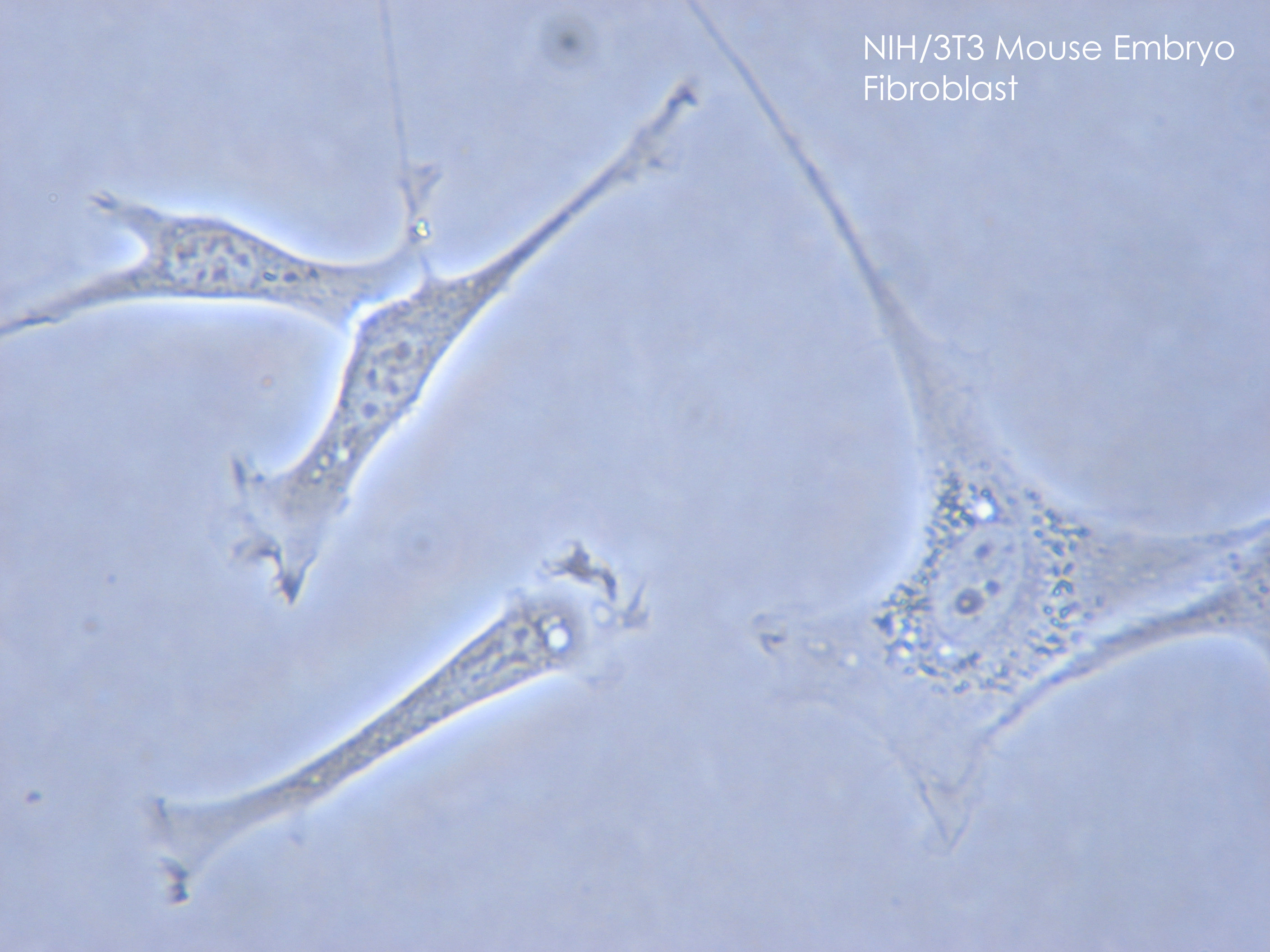
Microscòpia de Contrast de Fase de fibroblasts NIH-3T3 en cultiu

Les cèl·lules immortalitzades es poden cultivar durant molt de temps in vitro, però tampoc de manera indefinida perquè al llarg de les successives divisions les cèl·lules van degenerant i «envellint». Les mutacions necessàries per a la immortalitat poden produir-se de manera natural o poden induir-se intencionadament amb finalitats experimentals. Les línies cel·lulars immortals són una eina molt útil per a la recerca en diversos camps de la bioquímica, la biologia cel·lular i la biotecnologia.
Donat el seu baix cost, la seva facilitat d'ús i la reproductibilitat dels resultats entre diferents experiments i diferents laboratoris, les línies de cèl·lules contínues s'utilitzen des de fa molts anys. Es comparteixen entre investigadors i això permet la reproducció i confirmació de resultats.
Cal no confondre les línies cel·lulars immortalitzades amb les cèl·lules mare, que també es poden dividir indefinidament. Les cèl·lules mare formen part del desenvolupament normal d'un organisme pluricel·lular. Les línies cel·lulars, en canvi, són cèl·lules aïllades d'un organisme, és a dir, no formen part ja de l'organisme ni intervenen en les seves funcions, i es mantenen de manera artificial com a eina d'estudi per a la recerca.

## Tipus
Segons la vida útil del cultiu, les línies cel·lulars es classifiquen en dos tipus:

### Línies cel·lulars finites
Les línies cel·lulars que passen per un nombre limitat de divisions cel·lulars amb una vida útil limitada es coneixen com a línies cel·lulars finites. Les cèl·lules es poden subcultivar o «passar» diverses vegades i després perden la seva capacitat de proliferar, que és un esdeveniment determinat genèticament conegut com a senescència. Les línies cel·lulars derivades de cultius primaris de cèl·lules normals són línies cel·lulars finites.

### Línies cel·lulars contínues
Quan una línia cel·lular finita experimenta una transformació i adquireix la capacitat de dividir-se indefinidament, es converteix en una línia cel·lular contínua. Aquesta transformació/mutació es pot produir espontàniament o pot ser induïda de diverses maneres: químicament; mitjançant un virus o mitjançant l'establiment de cultius cel·lulars a partir d'un teixit maligne. Els cultius cel·lulars preparats d'aquesta manera es poden subcultivar i cultivar indefinidament com a línies cel·lulars permanents i són immortals.
Aquestes cèl·lules són menys adherents, creixen ràpidament, són menys exigents en els seus requisits nutricionals, són capaces de créixer fins a una densitat cel·lular més alta i en fenotips diferents del teixit original. Aquestes cèl·lules creixen més en suspensió. També tenen una tendència a créixer l'una sobre l'altra en multicapes sobre superfícies de vasos de cultiu.

## Relació amb la biologia i la patologia naturals

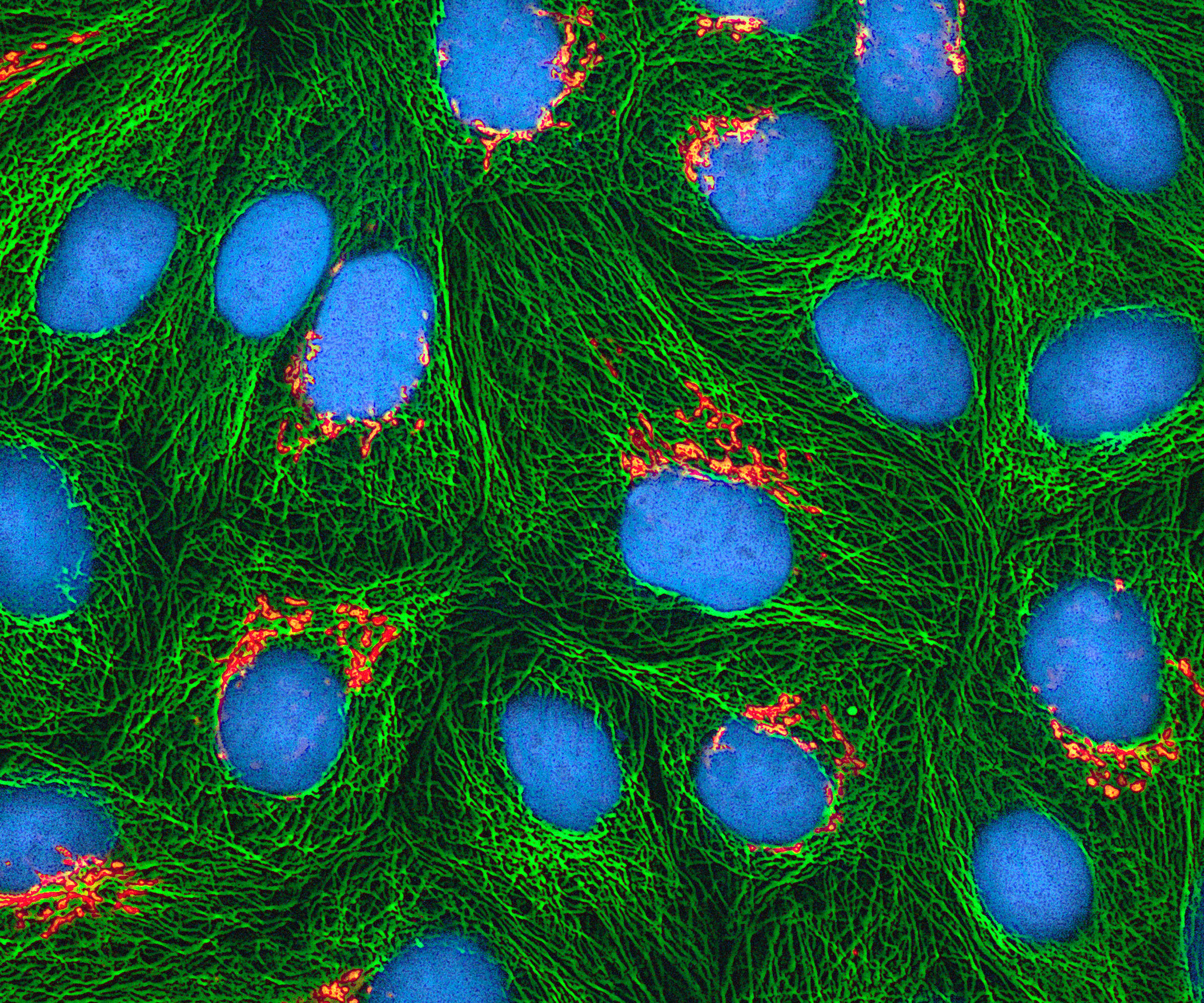
Microscòpia de Fluorescència de cèl·lules HeLa en cultiu. La immunohistoquímica mostra el marcatge diferencial del DNA i, per tant, del nucli (en blau), dels microtúbuls del citoesquelet (en verd), i de l'aparell de Golgi (en taronja).

Hi ha diverses línies cel·lulars immortalitzades. Algunes d'elles són línies cel·lulars normals (per exemple, derivades de cèl·lules mare). Altres línies cel·lulars són l'equivalent in vitro de les cèl·lules canceroses. El càncer es produeix quan, en una cèl·lula somàtica que normalment no es pot dividir, es produeixen mutacions que causen una desregulació dels controls del cicle cel·lular normal i les cèl·lules proliferen de manera incontrolada. Les línies cel·lulars immortalitzades han experimentat mutacions similars, que permeten que un tipus de cèl·lula que normalment no es podria dividir fora de l'organisme, pugui proliferar in vitro. L'origen d'algunes línies de cèl·lules immortals, provenen de càncers naturals, com per exemple les cèl·lules HeLa.

## El seu paper i els seus usos
Les línies cel·lulars immortalitzades s'utilitzen molt en recerca com a model d'estudi dels sistemes biològics, molt més complexos. El principal avantatge d'utilitzar una línia cel·lular immortal per a recerca, és precisament la seva immortalitat; les cèl·lules es poden mantenir durant molt de temps en cultiu. Això simplifica en gran manera la recerca, ja que de manera natural les cèl·lules tenen una vida útil en cultiu tant curta que en limita el seu estudi.
Les línies cel·lulars immortalitzades també es poden clonar i originar una població clonal que, al seu torn, es pot propagar indefinidament. Això permet que una anàlisi es repeteixi moltes vegades sobre cèl·lules idèntiques genèticament, cosa que és desitjable per a experiments científics repetibles.
Les línies cel·lulars immortalitzades s'usen molt en biotecnologia, on són una forma rendible de produir, in vitro, cèl·lules similars a les que es troben en un organisme pluricel·lular. Les cèl·lules s'utilitzen per a una gran varietat de finalitats, des de provar la toxicitat de compostos o fàrmacs, fins a la producció de proteïnes eucariotes, com una factoria de síntesi proteica.

### Inconvenients
Les línies cel·lulars són cèl·lules modificades genèticament; això pot alterar el seu fenotip, les funcions natives i la seva resposta als estímuls. El subcultiu durant un període prolongat sol causar també una variació genotípica i fenotípica, i la deriva genètica també pot causar heterogeneïtat en aquests cultius. Per tant, les línies cel·lulars poden no representar fidelment ni les cèl·lules naturals dins del teixit original ni les cèl·lules primàries obtingudes directament a partir d'aquest teixit sa, i poden proporcionar resultats artefactuals o almenys diferents als esperats fisiològicament.
Assumint aquestes limitacions, els problemes principals associats a les línies cel·lulars són la contaminació amb altres línies cel·lulars i la contaminació per micoplasma. Walter Nelson-Rees, a principis de la dècada de 1970, va posar de relleu el problema de la contaminació creuada de línies cel·lulars, inter- i intra-especie. Va demostrar que, en aquell moment, la majoria de les línies cel·lulars que s'utilitzaven a tot el món, incloses les distribuïdes pels bancs cel·lulars, estaven contaminades amb cèl·lules HeLa.
Es calcula que actualment, entre el 18 i el 36 per cent de les línies cel·lulars poden estar contaminades o identificades erròniament. N'és un exemple la línia cel·lular U87MG la qual, tot i essent una línia de glioma humana, no té res a veure actualment amb la línia original generada a la universitat d'Uppsala, ni el sexe. A aquest fet cal sumar els problemes associats al subcultiu excessiu de la línia cel·lular. L'ús de línies cel·lulars no autentificades o excessivament subcultivades pot tenir un cost elevat en termes econòmics, però sobretot en termes científics.

#### Contaminació per altres cèl·lules
La contaminació de les línies cel·lulars per altres línies ha estat reconeguda i documentada des de la dècada de 1950. Moltes línies cel·lulars que s'utilitzen àmpliament per a la investigació biomèdica han estat contaminades per altres cèl·lules més agressives que han anat substituint el cultiu original. Per exemple, suposades línies de tiroides s'ha vist que en realitat eren cèl·lules de melanoma o suposats teixits de pròstata eren en realitat de càncer de bufeta.
Cada cop hi ha més proves de la contaminació creuada de línies cel·lulars. La identificació errònia i l'ús de cultius amb passis elevats té un impacte elevat en la generació de resultats erronis i enganyosos, així com en el malbaratament dels fons per a la recerca. Donat que no hi ha una legislació o normativa referent als cultius cel·lulars, que marqui les directrius a seguir, ni tan sols uns requeriments a l'hora de publicar resultats científics, és responsabilitat de la comunitat científica assegurar la integritat dels cultius cel·lulars utilitzats en recerca.

#### Canvis des d'un origen no-immortal
Si bé les línies cel·lulars immortalitzades sovint s'originen a partir d'un tipus de teixit conegut, aquests han patit  mutacions importants per convertir-se en immortals. Aquestes mutacions poden alterar la biologia de la cèl·lula i cal tenir-ho en compte en qualsevol estudi on s'emprin.
Les línies cel·lulars també poden canviar genèticament al llarg del seu subcultiu, en els diversos passis, donant lloc a diferències fenotípiques i resultats experimentals que poden ser diferents segons quan i amb quina soca s'hagi realitzat l'experiment.
Com a resultat de pressions selectives i deriva genètica, les línies cel·lulars que es mantenen en cultiu massa temps presenten funcions clau reduïdes o alterades i sovint ja no representen models fiables del material font original.

## Mètodes d'obtenció
Hi ha diversos mètodes per a generar línies cel·lulars immortalitzades:
- Aïllament d'un càncer natural. Aquest és el mètode original per generar una línia cel·lular immortalitzada. Entre els exemples principals es troben les cèl·lules humanes HeLa obtingudes a partir d'un càncer de coll uterí.[11]
- Transformació espontània en cultiu. És el cas de les cèl·lules HaCaT, una línia cel·lular que originada per transformació espontània de queratinocits adults humans cultivats in vitro. Una transformació associada a alteracions cromosòmiques seqüencials, no lligades a defectes majors de diferenciació.[12]
- Introducció d'un gen víric que desregula parcialment el cicle cel·lular (per exemple, el gen adenovirus tipus 5 E1 es va utilitzar per immortalitzar la línia cel·lular HEK 293; el virus d'Epstein-Barr pot immortalitzar els limfòcits B per infecció).[13]
- Expressió artificial de proteïnes clau necessàries per a la immortalitat cel·lular, com per exemple la telomerasa, que impedeix la degradació dels extrems del cromosoma durant la replicació de l'ADN en els eucariotes.
- Tecnologia d'hibridoma, utilitzada específicament per a la generació de línies immortalitzades de cèl·lules B productores d'anticossos, on una cèl·lula B productora d'anticossos es fusiona amb una cèl·lula de mieloma (càncer de cèl·lula B) per a generar la línia estable de cèl·lules B.[14]

### Exemples
Hi ha un gran nombre de línies cel·lulars, cadascuna amb propietats i finalitats diferents. En general, es classifiquen pel tipus de cèl·lula de la qual provenen o amb la qual són més semblants biològicament. Vegeu-ne alguns exemples:
- Cèl·lules 3T3: línia cel·lular de fibroblast de ratolí derivada d'un teixit d'embrió de ratolí cultivat amb una mutació espontània. La línia es va establir el 1962 al departament de Patologia de la Universitat de Nova York.[15]
- Cèl·lules A549: línia cel·lular humana derivada de càncer de pulmó explantat a un pacient caucàsic de 58 anys. Les cèl·lules es van generar el 1972 mitjançant l'extracció i cultiu de teixit pulmonar cancerós d'aquest pacient.[16]
- Cèl·lules Caco-2: línia cel·lular heterogènia d'adenocarcinoma colorectal epitelial humà, desenvolupada per l'Institut Sloan-Kettering per a la recerca del càncer mitjançant investigacions realitzades pel doctor Jorgen Fogh.[17]
- Cèl·lules CHO: línia cel·lular derivada d'ovari d'hàmster xinès obtinguda el 1957 a la Universitat de Colorado, molt emprades en la producció industrial de proteïnes recombinants per a ús terapèutic.[18]
- Cèl·lules COS: línia cel·lular de tipus fibroblast derivada de teixit renal de mico. Les cèl·lules COS s'obtingueren immortalitzant cèl·lules CV-1 amb una versió del virus SV40 que pot produir antigen T gran però té un defecte en la replicació genòmica.[19] Les cèl·lules d'aquesta línia cel·lular s'utilitzen sovint per a l'expressió transitòria i producció de proteïnes recombinants per a experiments en biologia molecular, bioquímica i biologia cel·lular.[20]
- Cèl·lules HaCaT: línia cel·lular de queratinòcits humans transformats i immortalitzats espontàniament.[12] És una línia àmpliament utilitzada en recerca.[21]
- Cèl·lules HEK 293: línia cel·lular generada el 1976 per transfecció de cèl·lules embrionàries de ronyó humanes amb un adenovirus 5 humà a un laboratori d'Holanda.[22]
- Cèl·lules HeLa: línia cel·lular provinent de cèl·lules humanes aïllades de la pacient amb càncer de coll uterí Henrietta Lacks, que morí d'aquell càncer l'any 1951.[11]
- Cèl·lules HepG2: línia cel·lular que derivava del teixit hepàtic d'un jove adolescent nord-americà de quinze anys d'ascendència europea amb un carcinoma hepatocel·lular ben diferenciat.[23] Les cèl·lules HepG2 són un bon model in vitro per a l'estudi d'hepatòcits humans polaritzats.[24]
- Cèl·lules HIB 1B: línia cel·lular aïllada a partir d'hibernoma de teixit adipós marró de ratolí per Susann Ross, del grup de Bruce Spiegelman[25] essent la primera línia cel·lular de adipòcit marró que mantenia l'expressió d'UCP1 característica d'aquest teixit i responsable de la seva funció termogènica.[26]
- Cèl·lules HUVEC: línia cel·lular aïllada a partir de cèl·lules endotelials de vena de cordó umbilical a la dècada del 1970 per Jaffe i col·laboradors. S'utilitzen com a model d'estudi de processos endotelials com ara l'angiogènesi.[27]
- Cèl·lules Jurkat: línia cel·lular de limfòcits T humans aïllats a la década del 1970 a partir de sang perifèrica d'un pacient amb leucèmia de cèl·lules T.[28]
- Cèl·lules MDCK: línia cel·lular aïllada el 1958 per S. H. Madin i N. B. Darby a partir de cèl·lules epitelial de túbul de ronyó de gos adult (Cocker spaniel). D'aquí el seu nom (en anglès): Cèl·lules Madin-Darby Canine Kidney (MDCK).[29] Van ser emprades inicialment en recerca com a model d'infecció vírica en cèl·lules de mamífer, però també en estudis de polaritat cel·lular, adhesió cel·lular, etc.
- Cèl·lules OK: línia cel·lular que deriva de cèl·lules de ronyó d'una femella d'opòssum americà.[30]
- Cèl·lules PtK2: línia cel·lular aïllada a partir de cèl·lules epitelials de ronyó d'un petit marsupial australià, el cangur rata de musell llarg (Potorous tridactylus). Va ser establerta el 1962 al laboratori de Kirsten Walen i Spencer Brown.[31]
- Cèl·lules Raji: línia cel·lular aïllada el 1963 a partir de limfòcits B d'un pacient amb limfoma de Burkitt per part de R.J.V. Pulvertaft[32] i B.O. Osunkoya de la University College Hospital d'Ibadan, Nigèria[33]
- Cèl·lules SaOS-2: línia cel·lular derivada d'un osteosarcoma primari duna nena caucàsica d'onze anys, aïllat el 1973 per Fogh et al.[34] S'empren en l'estudi de càncer d'ossos.
- Cèl·lules Schneider 2 o S2: línia cel·lular aïllada a partir d'un cultiu primari d'embrió de Drosophila melanogaster per Imogene Schneider a principis de la dècada de 1970,[35] probablement a partir d'un llinatge tipus macròfag.
- Sf21: línia cel·lular obtinguda a partir de cèl·lules d'ovari del lepidòpter Spodoptera frugiperda, a l'Insect Pathology Laboratory del Plant Protection Institute dins del Centre d'Investigació Agrícola Henry A. Wallace Beltsville (Maryland, EEUU) a la dècada dels 70.[36] Ha estat una línia molt emprada en recerca amb baculovirus.
- Cèl·lules U87MG: línia cel·lular humana de glioblastoma amb morfologia epitelial que es va aïllar a partir d'una pacient de quaranta-quatre anys a la Universitat d'Uppsala, Suècia el 1966,[37] que ha estat àmpliament emprada en recerca de càncer de cervell. Aquesta línia cel·lular és un exemple del que es comentava a la secció Inconvenients. Al cap d'anys d'ús es va comprovar que l'estoc preservat a l'ATCC no tenia res a veure amb la línia original. El 2010 se'n va seqüenciar íntegrament el seu genoma[38] i es va veure que era diferent al de les cèl·lules d'Uppsala; tant és així que la majoria de cèl·lules U87 que s'empren avui en dia presenten un cromosoma Y.[5]

## Bancs Cel·lulars
Existeixen diverses institucions públiques o privades al món encarregades d'identificar, autentificar, mantenir, preservar i proporcionar línies cel·lulars i altres materials biològics per a la recerca i el desenvolupament. La principal i més coneguda és l'estatunidenca American Type Culture Collection (ATCC). També ho és l'anglesa European Collection of Authenticated Cell Cultures (ECACC). A banda d'aquestes dues que són potser les més conegudes, n'hi ha a altres països com a Alemanya (Deutschen Sammlung von Mikroorganismen und Zellkulfuren, DSMZ), a Austràlia (CellBank Australia, CBA) o al Japó (RIKEN Bioresource Center CELL BANK).
A Espanya hi ha diverses iniciatives que podrien equiparar-se parcialment a aquests tipus de bancs. Parcialment perquè no emmagatzemen els mateixos materials que aquestes institucions, ni en diversitat, sobretot, però ni de bon tros en quantitat.
- El Banco Nacional de Líneas Celulares (BNCL)[39] encarregat de garantir la disponibilitat de línies de cèl·lules troncals humanes embrionàries per a la recerca biomèdica a tot el territori estatal, i que coordina les tres seus actuals: El Banc de Línies Cel·lulars de Barcelona (BLC-B), que té com a objectius principals la generació de cèl·lules mare pluripotents humanes, tant cèl·lules mare embrionàries humanes (hESC) com cèl·lules mare de pluripotència induïda humanes (hiPSC) per la recerca i la futura aplicació clínica, incloent la derivació, la caracterització, el banqueig i el registre de les línies pel seu ús per part dels científics internacionals i nacionals[40] el Centro de investigación Principe Felipe, a València;[41] i el El Biobanco del Sistema Sanitario Público de Andalucía, a Granada.[42]
- La Col·lecció Espanyola de Cultius Tipus, CECT limitada a soques microbianes.[43] El CECT seria l'equivalent al The National Collection of Type Cultures (NCTC) i al The National Collection of Pathogenic Fungi (NCPF) del sistema de salud public anglès (UK Health Security Agency), institució britànica que s'organitza en diferents bancs segons els materials preservats en cadascun d'ells.